# Global Basketball Association
La Global Basketball Association (GBA) è stata una lega professionistica di pallacanestro negli Stati Uniti d'America.
La lega disputò due stagioni, nel 1991-92 e nel 1992-93. Durante la seconda stagione il campionato venne interrotto per il fallimento della lega nel dicembre del 1992.

## Albo d'oro
- 1992 -  Music City Jammers
- 1993 - Titolo non assegnato in seguito all'interruzione del campionato